# Owen Günther
Owen Günther (auch Ovenus Günther; * 25. Januar 1532 in Eiderstedt; † 8. Juli 1615 in Helmstedt) war ein deutscher Philosoph.

## Leben
Günther war der Sohn des Landmannes und Kirchspielvogts Oven Gunnens. Er besuchte die Gelehrtenschule des Johanneums in Hamburg und das Martino-Katharineum Braunschweig. Am 12. Juli 1553 immatrikulierte er sich an der Universität Wittenberg, wo er als begeisterter Anhänger Philipp Melanchthons am 16. Februar 1557 den akademischen Grad eines Magisters erwarb und am 18. Januar 1561 in die philosophische Fakultät als Lehrkraft rezipiert wurde. Während seiner Wittenberger Zeit, absolvierte er Bildungsreisen, welche ihn nach Prag, Österreich, Ungarn, Siebenbürgen und Polen führten. Am 19. März 1566 wurde er an der Universität Rostock in die philosophische Fakultät aufgenommen, wo er über Melanchthons Ethik las. Am 16. November 1568 wurde er dort Professor für Ethik und bekleidete im Wintersemester 1569 das Dekanat der philosophischen Fakultät.
1570 ging er als Professor der Logik an die Universität Jena und von dort am 20. Februar 1575 als Professor der Philosophie an die Universität Helmstedt. Günther war zu seiner Zeit ein anerkannter Philosoph des Aristoteles, dessen Resultate er als absolute Wahrheit ansah und der vor allem auf Physik großen Wert legte. Im Hofmannschen Streit war er ein Vertreter der humanistischen Richtung, welche zu vermitteln suchte. In Helmstedt wurde er in den Jahren 1580/81, 1595/95 und 1606/07 zum Prorektor der Juliana gewählt. Das Dekanat der philosophischen Fakultät hat er zwölf Mal, in den Jahren 1576/77, 1579, 1583, 1585/86, 1588, 1591, 1593/94, 1597/98, 1601/02, 1605/06, 1610 und 1613/14, innegehabt.
Günther hatte sich etwa 1573 mit Sibylle Dietrichs († 1611), die Tochter des kurf. sächs. Hofmeisters Bonaventura Dietrichs, verheiratet. Aus der Ehe stammen sechs Kinder, wovon nur ein Sohn und eine Tochter den Vater überlebten. Der Sohn Friedrich Günther (~ 22. März 1581 in Helmstedt) wurde Rat der Herzogin Elisabeth und übernahm höhere Stellen in Dänemark. Die Tochter Elisabeth Ursula Günther (~ 19. März 1585 in Helmstedt) verheiratete sich am 3. September 1610 mit dem Magdeburger Patrizier Johann Eding.